# Hørby Kirke (Holbæk Kommune)
 Der er for få eller ingen kildehenvisninger i denne artikel, hvilket er et problem. Du kan hjælpe ved at angive troværdige kilder til de påstande, som fremføres i artiklen.

 For alternative betydninger, se Hørby Kirke. (Se også artikler, som begynder med Hørby Kirke)
Hørby Kirke er en kirke lige nord for Hørbygård på Tuse Næs. Den er opført i den store kirkebyggeperiode omkr. 1200, opført af solide kvadersten på skråkantsokkel. Den består af romansk kor og skib og et sengotisk tårn (1400-tallet) samt våbenhus fra 1800-tallet.
Kirkerne var oprindeligt selvejende stiftelser under bispedømmernes opsyn, og deres opretholdelse og drift blev finansieret af gaver og tiende.
Ved reformationen 1536 blev de fleste kirker samt bispe- og klostergods kongens ejendom. Senere kom kirkerne i privateje: Dels ønskede mange at eje kirker af prestigemæssige grunde, dels var det en forretning.
Beboerne i Hørby Sogn købte deres kirke i år 1800 af pastor Thøger Lassen Haugaard i Als for 4000 Rdl. som et interessentskab, bestyret af kirkens værger: Jens Christensen Olesen, Søren Nielsen Smed og Mourits Andersen af Hørby, Søren Christensen i Hodals Mølle, Christen Andersen og Christen Nielsen af Kirketerp.
Dette interessentskab varede til loven om tiendeafløsning kom i 1903, hvorefter kirken igen var selvejende.
Ved den seneste restaurering 1981/82 søgte Nationalmuseets medarbejdere efter evt. spor fra en ældre trækirke. Der blev afdækket stolpehuller fra kirkens opførelse samt nedgravninger, der tydeligvis var ældre end stenkirken og altså vidner om en tidligere aktivitet på stedet før kirken blev opført.
Under et sandlag stødte man på en blystøbegrube og rester af oprindeligt gulv af stampet ler. Ved triumfvæggen afdækkedes i hver side fundamenterne af oprindelige sidealtre.
I sandlaget gemte sig en Chr. IX 2-øre fra 1874 og en Mechlenborg Hulpenning fra 1400-tallet. Desuden fragmenter af hvæssesten, rudeglas, griffel, kridtpibe, lerkarskår m.m.
I tårnrummet fremkom på hvælvingen små rester af senmiddelalderlig ribbedekoration med toproset i sort og brun okker, men disse blev igen kalket over.

## Alterparti
Altertavlen er udført af maleren Rudolf Rud-Petersen, født 1871, elev af Kristian Zahrtmann og mangeårig medarbejder hos Joakim Skovgaard, i forbindelse med en større restaurering af kirken i 1950. Den er et ægte evangelisk, usentimentalt kunstværk, inspireret af juleevangeliet i Luk. 2,1-20 med Kristi fødsel og hyrdernes tilbedelse.
1. Jesus i midten: Han er centrum i menighedens gudstjeneste. Jesus er ikke på billedet et spædbarn, men forkynder allerede her med fremstrakte hænder: “Kom hid til mig -!” Personerne ånder ro og forventning: Englenes budskab var altså til at stole på! Læg mærke til dyrene: Oksen, som er Lukas’ symbol, ser meget interesseret til, mens æslet lægger ørerne tilbage i trods og ligegyldighed, sådan som det skildres i Sl. 32,9, hvor trodsige mennesker lignes ved muldyr.
2. Hele juleevangeliet er med i billedet: Frygt ikke! En stor glæde! En frelser! Fred på jorden!
3. Begivenheden er opfyldelsen af Es. 64,1: “Gid du sønderrev Himlen og steg ned!” Det gjorde Gud julenat. “Ordet blev kød og tog bolig iblandt os”
4. Stalden oplyses kun af de tre glorier og stjernen.

## Alterstagerne
Alterstagerne er fra begyndelsen af 1700-tallet. Skaftet er forsynet med en stor knop og står på en ni-tunget flad fod med 3 søjleformede fødder. De er 27 cm høje og vejer 2,5 kg.

## Alterkalk
Hørby Kirke har en smuk og rigt dekoreret alterkalk.
På den sekstungede fod med en støbt Kristusfigur — og indgraveret giverens våbenmærke og initialerne OL * AMD (Ove Lunge og Anna Maltesdatter) er der i tre linjer rundt skrevet:
“Anno 1588 lod erlig oc welbørdige mand Ofve Lvnge til Oden * høfvitzmand paa Olborge Hvs * Gjøre thene kalck oc disk til Hørbye kircke som icke hagde hafd wden en blye kalck oc disk siden Skipper Kleminds feigde war * Gud wne denom den reteligen at bruge i Iesv nafn * Amen.”
Under skipper Klements fejde 1534 var altersølvet åbenbart blevet stjålet, og høvedsmand på Aalborghus, Ove Lunge, der til sine besiddelser foruden Odden Gods i Vendsyssel også talte Hørby Kirke, har fundet det for tarveligt med kun en kalk af bly og da bekostet en ny af sølv.
Ove Lunge døde 1601, og hans søn Jørgen Lunge overtog fædrenegodset og døde som rigsmarsk 1619. Lungeslægten uddøde 1637.

## Prædikestol
Prædikestolen er et nydeligt stykke snedkerarbejde fra omkr. 1625 med sine “joniske” hjørnesøjler, arkadefelter, engle og løver. Den bærer indskrifterne:
HERRENS ORD * BLIF VER * EVEN DELIGE * I PET I
S0GER HER REN DEN ST VND HAND KA ND FINDES
KALDER PAA HANNEM DEN STVND HAND ER NÆR ES 55
ANNO DOM INI
“Herrens Ord bliver evindelig”. 1. Petersbrev 1.
“Søg Herren den stund, Han kan findes, kald på Ham den stund, Han er nær”. Esajas 55
Lydhimlen har i midten ikke en due, men en drueklase

## Døbefont
Døbefonten er et meget smukt og kraftfuldt stenhuggerarbejde fra romansk tid, hvor dåben foregik ved neddykning. I bunden ses det afløbshul, hvor vandet ledtes ned i den indviede jord under kirken. På siderne er fremstillet et par karakteristiske dobbeltløver: To kroppe er fælles om eet hoved med en usædvanlig lang tunge.
Løven er evangelisten Markus’ symbol: Ham, der fortæller om, at Jesus velsignede de små børn.
Måske skal løverne fortælle om det menneskeliv, den døbte bliver indviet til at leve: at selvom menneskelivet er farligt og kan give slemme rifter fra løver i mange forklædninger, at livet koster livet, så fik vi i dåben den besked, at Gud er her også.
Dåbsfadet er fra 1575 og viser bebudelsen.
Dåbskandens dekoration leder tanken hen på en fakkel med 7 ildtunger: “Tunger af ild og dog prædiken mild giv dem, du salver og sender!”

## Krucifix
Hørby kirke havde engang et korbue-krucifix. Resterne af det udtryksfuldt udførte, sengotiske træskærerarbejde af Den lidende Kristus lå i årevis på kirkens loft, men blev i 1985 konserveret og ophængt på skibets vestgavl.

## Opgang syd
Opgangen til kirken blev sammen med omlægning af gangarealet fra parkeringspladsen renoveret i efteråret 1999 tillige med anlæg af pigstensbelægning og græsareal omkring kirken.

## Gavlsten
Blandt de smukt og sirligt tilhuggede kvadre, som vore kirker er bygget af, adskiller nogle enkelte sig fra de øvrige. På tårnets sydvestre hjørne er indmuret en sten med et ansigt. Det kan tænkes, at den oprindeligt har været anbragt i vestgavlen af skibet og genbrugt ved bygningen af tårnet. Herfra har det så kunnet skue afvæbnende mod vest: Mørkets verdenshjørne.

## Kirkeklokken
Kirkens klokke er støbt i 1505 af Sven Andersen.
“Til ære for den saligste jomfru Maria.”
Hørby Kirke fik i 2012 en ny klokke.